# 荒川俊三
荒川 俊三（あらかわ しゅんぞう、1948年6月25日 - ）は、兵庫県出身の元プロ野球選手（外野手）。

## 来歴・人物
兵庫高校では第38回選抜高等学校野球大会に一番、センターで出場。初戦で高知高校に敗れる。
高校卒業後は、かまぼこ製造業に就職したが、その後に近鉄の入団テストを受ける。打撃もよく、100メートル走と遠投でテスト生全員のトップで晴れて合格し、1966年にドラフト外で近鉄バファローズへ入団した。高校時代は大野姓で、プロ入り後に荒川姓となる。
近鉄では控え内野手でほとんど出場機会がなかったが、1968年7月21日東京スタジアムでの東京オリオンズ戦で乱闘の最中、もみ合いの中で榎本喜八をバットで殴打し、昏倒させた。同年8月9日、東京スタジアムを管理する南千住署が荒川を暴行事件の疑いで書類送検したが、オリオンズと近鉄の間に示談が成立。南千住署は両球団から始末書及び「暴力行為は今後一切起こさない」旨の誓約書を提出させて、事件は解決した。しかし、球界を代表する大打者に大怪我を負わせたということから、事件後もチーム内外の関係者から白い目で見られ、村八分に近い扱いを受けたという。
1970年のキャンプ中に現役引退。
引退後は船員になったが、その後の消息は不明。

## 詳細情報

### 年度別打撃成績
| 年 度     | 球 団     | 試 合 | 打 席 | 打 数 | 得 点 | 安 打 | 二 塁 打 | 三 塁 打 | 本 塁 打 | 塁 打 | 打 点 | 盗 塁 | 盗 塁 死 | 犠 打 | 犠 飛 | 四 球 | 敬 遠 | 死 球 | 三 振 | 併 殺 打 | 打 率 | 出 塁 率 | 長 打 率 | O P S |
| --------- | --------- | ----- | ----- | ----- | ----- | ----- | -------- | -------- | -------- | ----- | ----- | ----- | -------- | ----- | ----- | ----- | ----- | ----- | ----- | -------- | ----- | -------- | -------- | ----- |
| 1967      | 近鉄      | 11    | 2     | 2     | 0     | 0     | 0        | 0        | 0        | 0     | 0     | 1     | 1        | 0     | 0     | 0     | 0     | 0     | 1     | 1        | .000  | .000     | .000     | .000  |
| 1968      | 近鉄      | 14    | 1     | 1     | 3     | 0     | 0        | 0        | 0        | 0     | 0     | 0     | 0        | 0     | 0     | 0     | 0     | 0     | 1     | 0        | .000  | .000     | .000     | .000  |
| 1969      | 近鉄      | 26    | 3     | 2     | 1     | 0     | 0        | 0        | 0        | 0     | 0     | 0     | 1        | 0     | 0     | 1     | 0     | 0     | 1     | 0        | .000  | .333     | .000     | .333  |
| 通算：3年 | 通算：3年 | 51    | 6     | 5     | 4     | 0     | 0        | 0        | 0        | 0     | 0     | 1     | 2        | 0     | 0     | 1     | 0     | 0     | 3     | 1        | .000  | .167     | .000     | .167  |

### 背番号
- 53 （1967年 - 1969年）